# Liga NSO Županja 1979./80.
'"Liga Nogometnog saveza općine Županja", također i kao "Liga NSO Županja", "Općinska nogometna liga Županja", "Jedinstvena općinska nogometna liga Županja za sezonu 1979./80. je bila liga šestog stupnja nogometnog prvenstva Jugoslavije. 
 
Sudjelovalo je 14 klubova, a prvak je bio "Posavac" iz Posavskih Podgajaca. 
 
Od ove sezone su "Općinskoj ligi" pridodani i članovi dotadašnje "Grupne lige Županja". 

## Ljestvica
| mj. | klub                      | ut. | pob. | ner. | por. | gol+ | gol- | bod |
| --- | ------------------------- | --- | ---- | ---- | ---- | ---- | ---- | --- |
| 1.  | Posavac Posavski Podgajci | 26  | 19   | 4    | 3    | 83   | 26   | 42  |
| 2.  | Borac Drenovci            | 26  | 19   | 3    | 4    | 84   | 32   | 41  |
| 3.  | Sloga Štitar              | 26  | 14   | 4    | 8    | 71   | 37   | 32  |
| 4.  | Zrinski Bošnjaci          | 26  | 14   | 3    | 9    | 60   | 39   | 31  |
| 5.  | Slavonac Gradište         | 26  | 13   | 5    | 8    | 51   | 34   | 31  |
| 6.  | Šokadija Babina Greda     | 26  | 12   | 5    | 9    | 54   | 49   | 29  |
| 7.  | Pionir Županja            | 26  | 11   | 7    | 8    | 55   | 56   | 29  |
| 8.  | Tomislav Cerna            | 26  | 11   | 6    | 9    | 53   | 33   | 28  |
| 9.  | Sloga Račinovci           | 26  | 10   | 7    | 9    | 48   | 49   | 27  |
| 10. | Budućnost Šiškovci        | 26  | 6    | 8    | 12   | 43   | 55   | 20  |
| 11. | Krajišnik Vrbanja         | 26  | 8    | 3    | 15   | 47   | 71   | 19  |
| 12. | RAŠK Rajevo Selo          | 26  | 4    | 6    | 16   | 35   | 66   | 14  |
| 13. | Srijemac Strošinci        | 26  | 4    | 6    | 16   | 36   | 101  | 14  |
| 14. | Mladost Đurići            | 26  | 3    | 1    | 22   | 34   | 120  | 7   |

## Rezultatska križaljka
| kratica | klub                      | BOR | BUD | KRA | MLA | PIO | POS | RAŠK | SLA | SLOR | SLOŠ | SRI | ŠOK | TOM | ZRI |
| --- | ------------------------- | --- | --- | --- | --- | --- | --- | ---- | --- | ---- | ---- | --- | --- | --- | --- |
| BOR | Borac Drenovci            |     |     |     |     |     |     |      |     |      |      |     |     |     |     |
| BUD | Budućnost Šiškovci        |     |     |     |     |     |     |      |     |      |      |     |     |     |     |
| KRA | Krajišnik Vrbanja         |     |     |     |     |     |     |      |     |      |      |     |     |     |     |
| MLA | Mladost Đurići            |     |     |     |     |     |     |      |     |      |      |     |     |     |     |
| PIO | Pionir Županja            |     |     |     |     |     |     |      |     |      |      |     |     |     |     |
| POS | Posavac Posavski Podgajci |     |     |     |     |     |     |      |     |      |      |     |     |     |     |
| RAŠK | RAŠK Rajevo Selo          |     |     |     |     |     |     |      |     |      |      |     |     |     |     |
| SLA | Slavonac Gradište         |     |     |     |     |     |     |      |     |      |      |     |     |     |     |
| SLOR | Sloga Račinovci           |     |     |     |     |     |     |      |     |      |      |     |     |     |     |
| SLOŠ | Sloga Štitar              |     |     |     |     |     |     |      |     |      |      |     |     |     |     |
| SRI | Srijemac Strošinci        |     |     |     |     |     |     |      |     |      |      |     |     |     |     |
| ŠOK | Šokadija Babina Greda     |     |     |     |     |     |     |      |     |      |      |     |     |     |     |
| TOM | Tomislav Cerna            |     |     |     |     |     |     |      |     |      |      |     |     |     |     |
| ZRI | Zrinski Bošnjaci          |     |     |     |     |     |     |      |     |      |      |     |     |     |     |
| |                           |     |     |     |     |     |     |      |     |      |      |     |     |     |     |
| podebljan rezultat - utakmice od 1. do 13. kola (1. utakmica između klubova) rezultat normalne debljine - utakmice od 14. do 26. kola (2. utakmica između klubova) rezultat nakošen - nije vidljiv redoslijed odigravanja međusobnih utakmica iz dostupnih izvora rezultat smanjen * - iz dostupnih izvora nije uočljiv domaćin susreta prekrižen rezultat - poništena ili brisana utakmica p - utakmica prekinuta 3:0 p.f. / 0:3 p.f. - rezultat 3:0 bez borbe |                           |     |     |     |     |     |     |      |     |      |      |     |     |     |     |

 Izvori: